# Buffalo Bills 2015
La stagione 2015 dei Buffalo Bills è stata la 56ª della franchigia, la 46ª nella National Football League e la prima con Rex Ryan come capo-allenatore. La squadra partì tentando di migliorare il record di 9–7 dell'anno precedente e di tornare ai playoff dopo quindici anni, divenuta la più lunga assenza attiva di una squadra professionistica dalla post-season dopo che  i Toronto Blue Jays interruppero il loro  digiuno di 22 anni il 25 settembre. Fu anche la prima stagione completa sotto la nuova proprietà di Kim e Terrence Pegula, che li avevano acquistati l'anno precedente. I Bills iniziarono la loro stagione alla ricerca di un nuovo quarterback titolare al posto di Kyle Orton, ritiratosi. Tyrod Taylor, un free agent acquisito dai Baltimore Ravens fu designato come suo sostituto, superando la concorrenza di EJ Manuel e Matt Cassel. Buffalo non riuscì tuttavia ancora a qualificarsi per i playoff, venendo matematicamente eliminata dalla caccia con la sconfitta della settimana 15 contro i Washington Redskins.

## Scelte nel Draft 2015

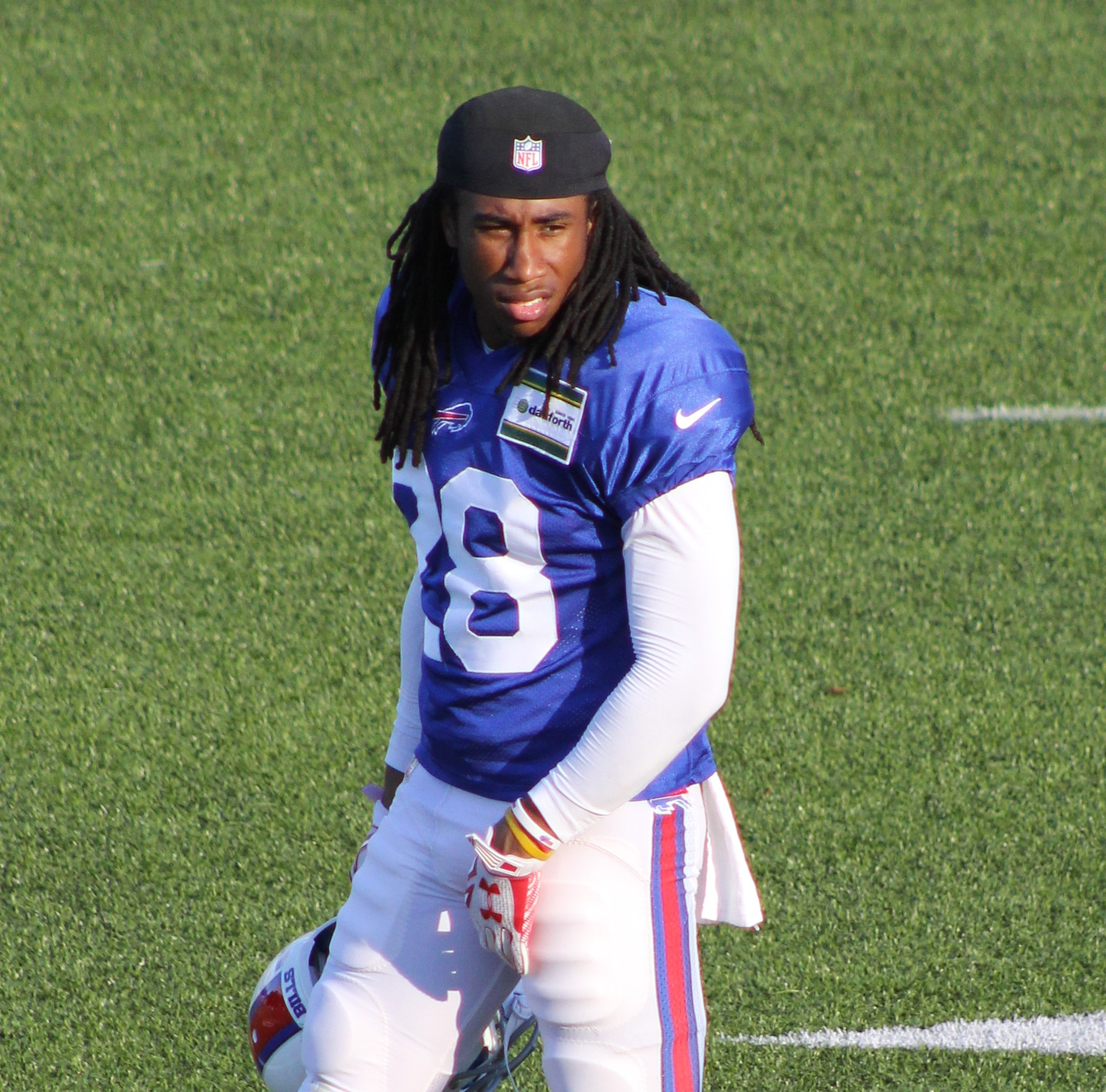
Ronald Darby fu il primo giocatore scelto dai Bills nel 2015

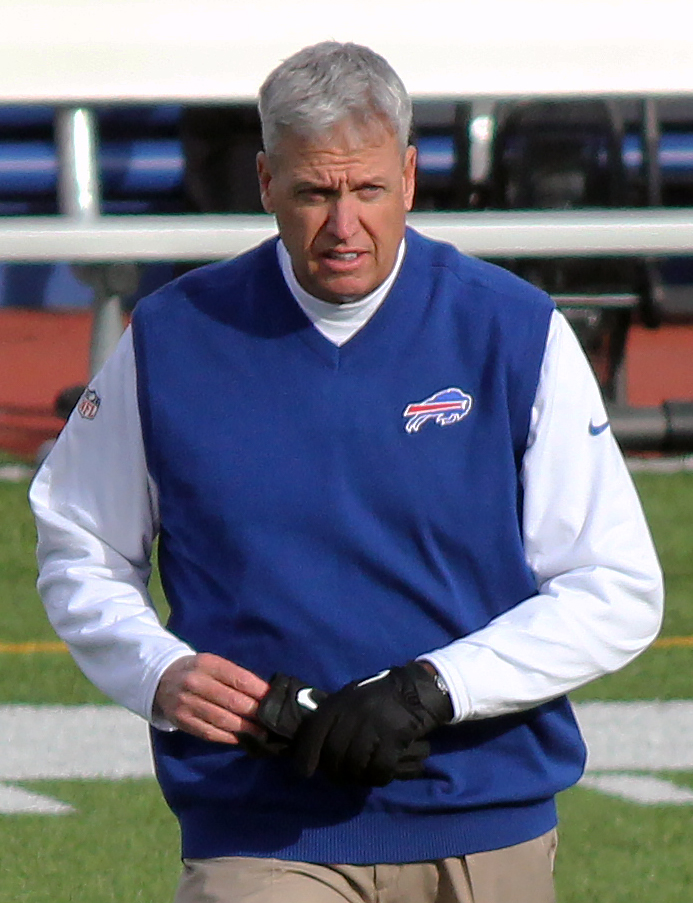
Il nuovo allenatore Rex Ryan

| Scelte dei Bills nel Draft 2015 |        |                 |       |                  |
| Giro                            | Scelta | Giocatore       | Ruolo | College          |
| 2                               | 50     | Ronald Darby    | CB    | Florida St.      |
| 3                               | 81     | John Miller     | OG    | Louisville       |
| 5                               | 155    | Karlos Williams | RB    | Florida St.      |
| 6                               | 188    | Tony Steward    | OLB   | Clemson          |
| 6                               | 194    | Nick O'Leary    | TE    | Florida St.      |
| 7                               | 234    | Dezmin Lewis    | WR    | Central Arkansas |

## Staff
| Staff dei Buffalo Bills nel 2015 |
| --- |
| Organi dirigenziali - Proprietario/CEO – Terry Pegula - Proprietaria– Kim Pegula - Presidente – Russ Brandon - General manager – Doug Whaley - Senior Vice President of Football Administration – Jim Overdorf - Direttore del personale – Jim Monos - Direttore degli osservatori – Kelvin Fisher Capo allenatore - Rex Ryan - Assistente c.a./Running back – Anthony Lynn Altri allenatori - Preparatore atletico – Eric Ciano - Assistente capo p.a. – Hal Luther - Assistente p.a. – Jason Oszvart - Assistente p.a. – Dan Liburd Allenatori dell'attacco - Coordinatore offensivo – Greg Roman - Quarterback – David Lee - Wide Receiver – Sanjay Lal - Tight End – Tony Sparano Jr. - Offensive Line – Aaron Kromer - Assistente offensivo senior – Chris Palmer - Assistente Offensive Line – Kurt Anderson - Controllo qualità attacco – Jason Vrable Allenatori della difesa - Coordinatore difensivo – Dennis Thurman - Defensive Line – Karl Dunbar - Assistente Defensive Line – Jeff Weeks - Linebacker – Bobby April III - Outside linebacker – Jason Rebrovich - Defensive Back – Tim McDonald - Defensive Back – Donnie Henderson - Assistente difesa – D'Anton Lynn Allenatori dello special team - Special Team – Danny Crossman - Assistente Special Team – Eric Smith - Controllo qualità special team – Michael Hamlin |

## Roster
| Roster dei Buffalo Bills nel 2015 |
| --- |
| Quarterback - 3 EJ Manuel - 5 Tyrod Taylor Running Back - 35 Bryce Brown - 26 Anthony Dixon - 42 Jerome Felton FB - 25 LeSean McCoy - 40 Karlos Williams Wide Receiver - 81 Marcus Easley - 88 Marquise Goodwin - 18 Percy Harvin - 15 Chris Hogan - 11 Marcus Thigpen - 14 Sammy Watkins - 10 Robert Woods Tight End - 85 Charles Clay FB - 89 Chris Gragg - 48 MarQueis Gray - 49 Matthew Mulligan - 84 Nick O'Leary Offensive Linemen - 66 Seantrel Henderson T - 64 Richie Incognito G - 71 Cyrus Kouandjio T - 76 John Miller - 60 Kraig Urbik G/C - 70 Eric Wood C Defensive Linemen - 97 Corbin Bryant DT - 98 Alex Carrington DT - 96 Stefan Charles DT - 55 Jerry Hughes DE - 95 Kyle Williams DT - 94 Mario Williams DE Linebacker - 53 Nigel Bradham OLB - 52 Preston Brown MLB - 58 Randell Johnson OLB - 91 Manny Lawson OLB - 50 Tony Steward MLB - 59 A.J. Tarpley MLB Defensive Back - 33 Ron Brooks CB - 39 Mario Butler CB - 28 Ronald Darby CB - 24 Stephon Gilmore CB - 20 Corey Graham S - 30 Bacarri Rambo FS - 37 Nickell Robey CB - 23 Aaron Williams FS - 27 Duke Williams SS Special Team - 2 Dan Carpenter K - 4 Jordan Gay P - 65 Garrison Sanborn LS - 6 Colton Schmidt P Lista delle riserve - 99 Marcell Dareus DT (Sospeso) - 21 Leodis McKelvin CB (NF-Inj.) - 57 Ty Powell MLB (IR) - 80 Deonte Thompson WR (Waived/injured) - 41 Cam Thomas CB (PUP) - 19 Austin Willis WR (Waived/injured) - 92 Jarius Wynn DE (IR) 52 attivi, 7 inattivi, 0 free agent |
| Legenda - I rookie sono in corsivo. - Il primo ruolo è il principale mentre gli eventuali successivi indicano i ruoli secondari. - (IR) sta per Injured Reserve ed indica la lista ristretta per un solo giocatore infortunato che può tornare ad allenarsi dopo la settimana 6 e a rientrare in prima squadra dopo che questa ha giocato 8 partite. - (NF-Inj.) / (NF-Ill.) stanno rispettivamente per Non-Football Injured e Non-Football Illness ed indicano le liste dove viene inserito un giocatore che ha un infortunio o una malattia non dipendente dal football americano. - (PUP) sta per Physically Unable to Perform ed indica la lista dove viene inserito un giocatore mentre è in attesa di recuperare la condizione fisica. Nella stagione regolare dopo la sesta partita giocata dalla propria squadra, il giocatore ha tempo tre settimane per riprendere ad allenarsi, più tre settimane aggiuntive dal suo rientro agli allenamenti per rientrare in prima squadra. |

## Calendario

### Pre-stagione
| Pre-stagione |      |           |                     |           |        |                      |      |           |
| Turno        | Data | Ora (EDT) | Avversario          | Risultato | Record | Stadio               | TV   | Tabellino |
| 1            | 14/8 | 7:00 p.m. | Carolina Panthers   | S 24–25   | 0–1    | Ralph Wilson Stadium | WKBW | Recap     |
| 2            | 20/8 | 8:00 p.m. | at Cleveland Browns | V 11–10   | 1–1    | FirstEnergy Stadium  | ESPN | Recap     |
| 3            | 29/8 | 4:00 p.m. | Pittsburgh Steelers | V 43–19   | 2–1    | Ralph Wilson Stadium | WKBW | Recap     |
| 4            | 3/9  | 7:30 p.m. | at Detroit Lions    | S 10–17   | 2–2    | Ford Field           | WKBW | Recap     |

### Stagione regolare
| Stagione regolare |                    |                         |                    |                    |                         |                    |
| Turno             | Data               | Avversario              | Risultato          | Record             | Stadio                  | NFL.com recap      |
| 1                 | 13/9               | Indianapolis Colts      | V 27–14            | 1–0                | Ralph Wilson Stadium    | Recap              |
| 2                 | 20/9               | New England Patriots    | S 32–40            | 1–1                | Ralph Wilson Stadium    | Recap              |
| 3                 | 27/9               | at Miami Dolphins       | V 41–14            | 2–1                | Sun Life Stadium        | Recap              |
| 4                 | 4/10               | New York Giants         | S 10–24            | 2–2                | Ralph Wilson Stadium    | Recap              |
| 5                 | 11/10              | at Tennessee Titans     | V 14–13            | 3–2                | Nissan Stadium          | Recap              |
| 6                 | 18/10              | Cincinnati Bengals      | S 21–34            | 3–3                | Ralph Wilson Stadium    | Recap              |
| 7                 | 25/10              | at Jacksonville Jaguars | S 31–34            | 3–4                | Wembley Stadium         | Recap              |
| 8                 | Settimana di pausa | Settimana di pausa      | Settimana di pausa | Settimana di pausa | Settimana di pausa      | Settimana di pausa |
| 9                 | 8/11               | Miami Dolphins          | V 33–17            | 4–4                | Ralph Wilson Stadium    | Recap              |
| 10                | 12/11              | at New York Jets        | V 22–17            | 5–4                | MetLife Stadium         | Recap              |
| 11                | 23/11              | at New England Patriots | S 13–20            | 5–5                | Gillette Stadium        | Recap              |
| 12                | 29/11              | at Kansas City Chiefs   | S 22–30            | 5–6                | Arrowhead Stadium       | Recap              |
| 13                | 6/12               | Houston Texans          | V 30–21            | 6–6                | Ralph Wilson Stadium    | Recap              |
| 14                | 13/12              | at Philadelphia Eagles  | S 20–23            | 6–7                | Lincoln Financial Field | Recap              |
| 15                | 20/12              | at Washington Redskins  | S 25–35            | 6–8                | FedEx Field             | Recap              |
| 16                | 27/12              | Dallas Cowboys          | V 16–6             | 7–8                | Ralph Wilson Stadium    | Recap              |
| 17                | 3/1                | New York Jets           | V 22–17            | 8–8                | Ralph Wilson Stadium    | Recap              |

Nota

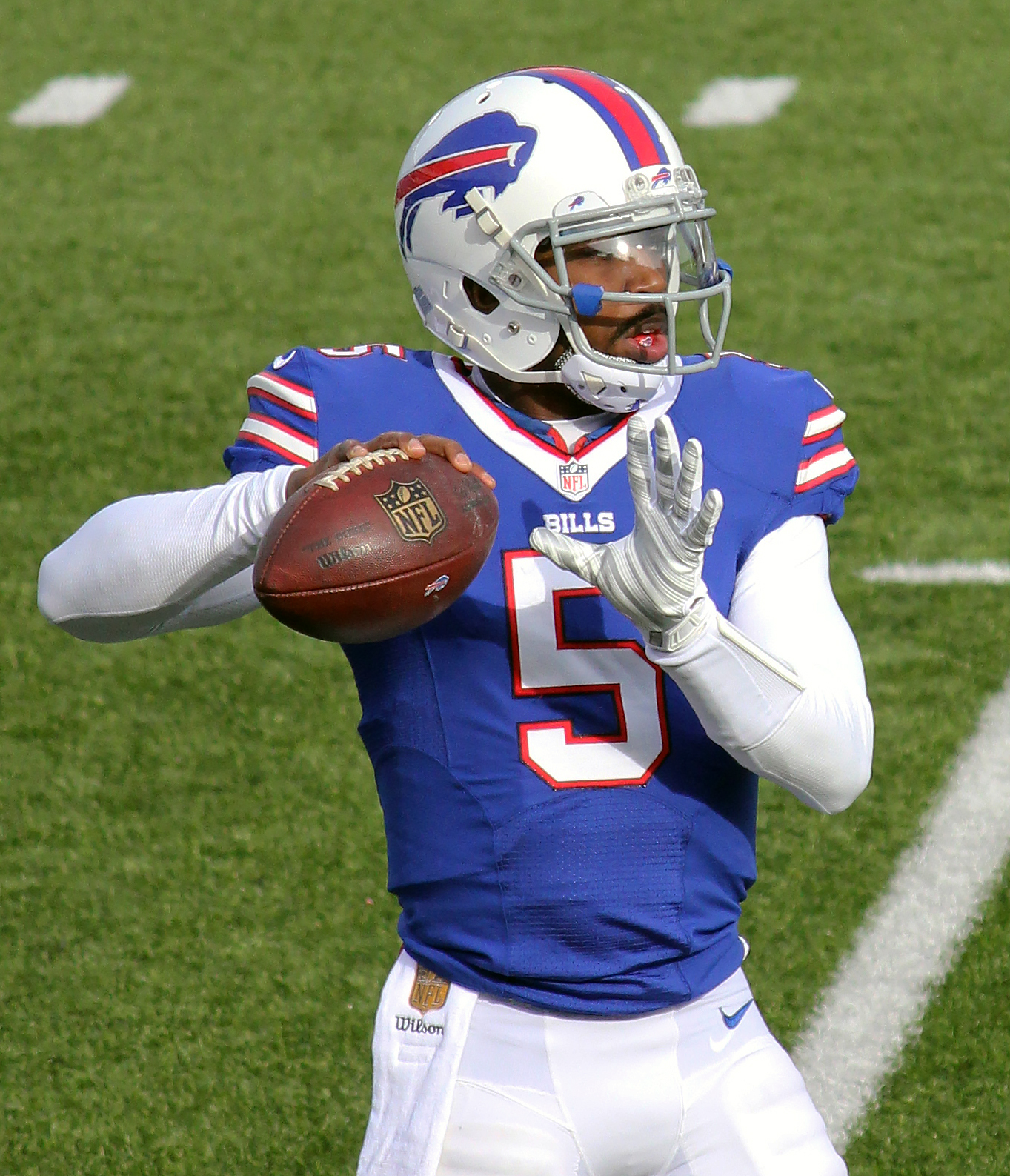
Tyrod Taylor nella gara della settimana 13 contro i Texans

- Gli avversari della propria division sono in grassetto.

## Classifiche

### Division
| AFC East                 | AFC East | AFC East | AFC East | AFC East | AFC East | AFC East | AFC East | AFC East | AFC East |
|                          | V        | S        | P        | %        | DIV      | CONF     | PF       | PS       | Str.     |
| ------------------------ | -------- | -------- | -------- | -------- | -------- | -------- | -------- | -------- | -------- |
| (2) New England Patriots | 12       | 4        | 0        | .750     | 4–2      | 9–3      | 465      | 315      | S2       |
| New York Jets            | 10       | 6        | 0        | .625     | 3–3      | 7–5      | 387      | 314      | S1       |
| Buffalo Bills            | 8        | 8        | 0        | .500     | 4–2      | 7–5      | 379      | 359      | V2       |
| Miami Dolphins           | 6        | 10       | 0        | .375     | 1–5      | 4–8      | 310      | 389      | V1       |